# Čemernica (montagne)
Pour les articles homonymes, voir Čemernica.
La Čemernica (en serbe cyrillique : Чемерница) est une montagne de Bosnie-Herzégovine. Elle culmine au pic du Goli vis qui s'élève à 1 339 m. Elle fait partie des Alpes dinariques.

## Géographie
La Čemernica appartient au groupe de montagnes du Vlašić qui se trouve au centre-est de la Bosnie-Herzégovine. Elle est située sur le territoire des municipalités de Mrkonjić Grad, de la ville de Banja Luka et de Kneževo, en république serbe de Bosnie, non loin de Kotor Varoš (au nord-est), de Kneževo (à l'est) et de Bočac (à l'ouest). Elle s'étend au sud du mont Manjača et est entourée par la rivière Vrbas et par deux de ses affluents, l'Ugar et la Vrbanja.

## Géologie
La Čemernica se caractérise par un relief karstique, avec des dolomies et des roches calcaires. De nombreuses sources jaillissent au nord et au centre de la montagne, parmi lesquelles figurent le Vidovo vrelo, la Vučja lokva et la Nova voda. En revanche, la partie méridionale est relativement sèche.

## Végétation
La Čemernica est principalement couverte de forêts de feuillus (charmes, frênes, hêtres etc). Le nord-est de la montagne est couvert de prairies qui servent pour le pâturage d'été du bétail.